# Müzahir Sille
Müzahir Sille (Estambul, Turquía, 21 de septiembre de 1931-17 de mayo de 2016) fue un deportista turco especialista en lucha grecorromana donde llegó a ser campeón olímpico en Roma 1960.

## Carrera deportiva
En los Juegos Olímpicos de 1960 celebrados en Roma ganó la medalla de oro en lucha grecorromana estilo peso pluma, por delante del húngaro Imre Polyák (plata) y del soviético Konstantin Vyrupayev (bronce).